# Cleaștiț, Bolgrad
Cleaștiț (după fosta denumire germană Klöstitz, în ucraineană Весела Долина, transliterat: Vesela Dolîna, în rusă Весёлая Долина, transliterat: Vesiolaia Dolina) este un sat în comuna Borodino din raionul Bolgrad, regiunea Odesa, Ucraina. Satul a fost locuit de germanii basarabeni.

## Demografie
Componența lingvistică a comunei Cleaștiț
     Rusă (87,56%)
     Ucraineană (6,38%)
     Bulgară (3,23%)
     Română (2,57%)
     Alte limbi (0,16%)
Conform recensământului din 2001, majoritatea populației comunei Cleaștiț era vorbitoare de rusă (87,56%), existând în minoritate și vorbitori de ucraineană (6,38%), bulgară (3,23%) și română (2,57%).